# Notker de Lieja
Por otros personajes llamados Notker, consulte acá

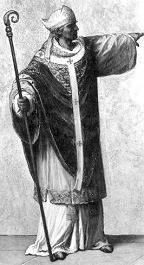
Notker de Lieja

Notker de Lieja fue un monje benedictino de Sankt Gallen, nacido hacia el año 940 y fallecido el 10 de abril de 1008.
Era probablemente descendiente de una familia noble de Suabia. En 969 fue nombrado capellán en Italia, y en 972, obispo de Lieja, a la muerte de Eraclio de Lieja. Bajo su influencia, la Escuela de Lieja se transformó en uno de los más importantes centros educativos de Occidente, antes de las universidades por lo menos, y sus jóvenes discípulos propagaron por toda la Cristiandad los valores de la larga tradición historiográfica y cultural del Monasterio de Sankt Gallen. Gracias a la ayuda de León de Calabria, consiguió que en Lieja pudiera estudiarse el antiguo idioma griego.
No sólo la cultura humanista, sino también la Arquitectura recibieron apoyo decidido de Notker. La iglesia de San Juan, en Lieja, sería después modelo para la catedral de Aquisgrán.
En lo político, apoyó vivamente a Otón III y su proyecto imperial. Acompañó a este a Roma, primero, cuando el joven emperador trasladó a dicha ciudad su capital, y luego, en 1002, cuando Otón III falleció, llevó su cuerpo de regreso a Alemania. Apoyó entonces a su sucesor Enrique II, hasta su muerte.
Se le atribuye la "Gesta episcoporum Leodiensium". Aunque su autoría directa es dudosa, hay quienes piensan que de todas maneras hizo algunas sugerencias para esta obra.